# Alexander Massialas
Alexander Massialas (* 20. April 1994 in San Francisco, Kalifornien) ist ein US-amerikanischer Florettfechter.

## Erfolge
Alexander Massialas erfocht 2010 seine erste internationale Medaille, als er Bronze bei den Panamerikameisterschaften holte. Bis 2015 zog er vier Mal bei diesem Turnier in den Finalkampf ein, blieb in diesem jedoch jeweils ohne Sieg. Auch bei Weltmeisterschaften gewann er mehrfach Silber: 2013, 2017 und 2018 mit der Mannschaft sowie 2015 in Moskau im Einzel. Dort unterlag er im Finale Yūki Ōta mit 10:15. 2019 gelang in Budapest schließlich der Titelgewinn mit der Mannschaft. 2022 in Kairo wurde er mit der Mannschaft nochmals Zweiter. Dreimal nahm er an Olympischen Spielen teil. 2012 belegte er in London den 13. Platz im Einzel und verpasste mit der Mannschaft knapp ein Medaillengewinn. Im Halbfinale unterlagen die Vereinigten Staaten Italien mit 24:45, im anschließenden Gefecht um Bronze setzte sich Deutschland mit 45:27 gegen die US-Amerikaner durch. Bei den Spielen in Rio de Janeiro gewann Massialas im Einzel- und im Mannschaftswettbewerb jeweils eine Medaille. Erneut schied er mit der Mannschaft im Halbfinale aus, dieses Mal gegen Russland mit 41:45. Im Gefecht um Bronze blieb sie dagegen siegreich, sie gewann mit 45:31 gegen Italien. Im Einzel erreichte Massialas den Finalkampf, in dem er Daniele Garozzo mit 11:15 unterlag. Bei den 2021 ausgetragenen Olympischen Spielen 2020 in Tokio gewann er mit der Mannschaft wie schon 2016 die Bronzemedaille.